# 左行右立

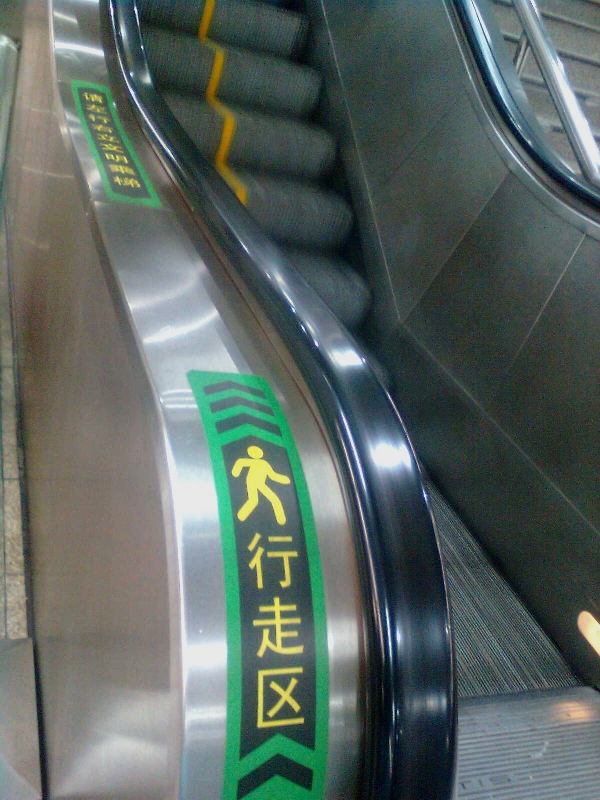
上海地鐵的扶手電梯

左行右立（香港普遍称为左行右企）是指於乘坐電扶梯时将电梯左侧空出以留给有急事的乘客行走，站立在电梯上的人只靠右侧站立的行为。
此方式為一約定俗成的法則，源自英國倫敦並為世界上许多其它地方接受。然而，英國愛丁堡、除關西地區以外的日本、澳洲、紐西蘭、馬來西亞、新加坡等地採用左立右行方式。香港地鐵（今港鐵）及台北捷運曾參考歐美等地的習慣宣傳「左行右立」，疏通繁忙時段的人流，但并不奏效。在香港停止宣傳後，「左行右立」反而流行起來。但出于安全性等原因考虑，世界上不少地区已不再提倡这一行为。

## 各地反应

### 香港
香港政府認為在扶手電梯上步行會導致容易失去平衡，釀成意外，因此自2010年开始，香港政府开始提醒市民盡量不要在電梯上走動（即不再倡导“左行右立”），以“握扶手、企定定（站定不动）”取而代之。

### 臺灣
台北捷運早期曾宣導靠右站立，空出左邊供趕時間旅客通行，雖然自捷運電扶梯掀頭皮事件後，已改為僅宣導站穩踏階，但絕大部分旅客仍維持靠右站立。對此，台北捷運公司新聞課課長凌啟堯於2016年8月24日受訪時指出：「（在電扶梯上）讓道通行是台灣獨有且良好的禮讓文化，讓一些趕時間的旅客能方便通行」，公開讚揚並支持旅客靠右站立的習慣。對於靠邊站立是否容易造成電扶梯故障，台北捷運公司也表示「旅客習慣在電扶梯上靠右側站立，並不會增加電扶梯損壞率，因為電扶梯設計會自動平衡左右載重，再加上定時維修保養及更換零件，所以相當安全」。

### 中国大陆

#### 北京
2008年北京奥运会期间，地铁自动扶梯“左行右立”曾与排队“一米线”等一道被视为文明秩序一同倡导。但在2011年北京地铁动物园站出现电动扶梯事故后，京华时报指出左行右立是不安全的行为，可能是造成电动扶梯事故的诱因之一。目前北京地铁已不再倡导“左行右立”。尽管如此，大多数市民在乘坐地铁内的自动扶梯时，依然保留着“左行右立”的习惯。

#### 上海

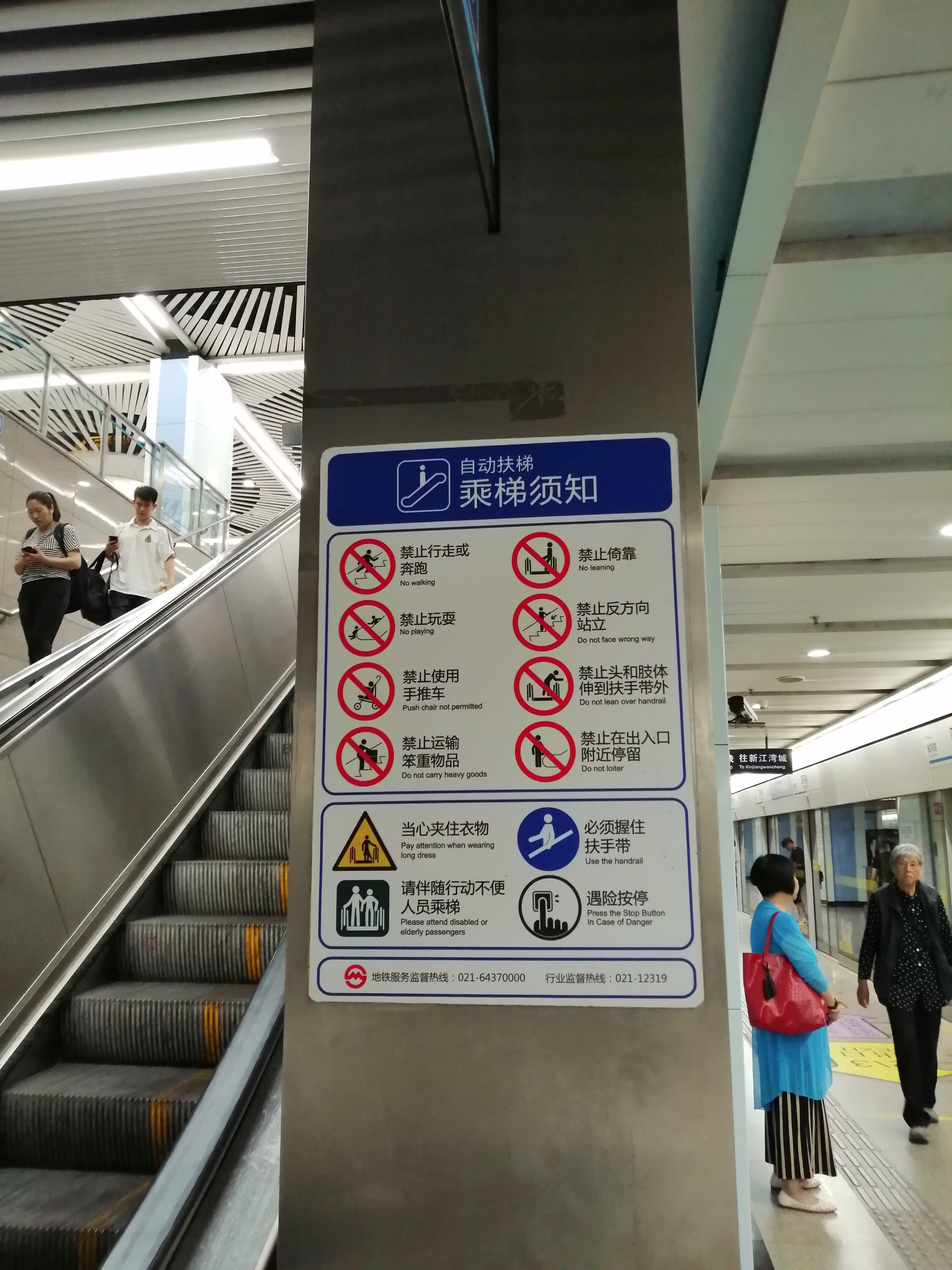
上海地铁四平路站更新后的乘梯须知，明确禁止在手扶电梯上行走

左行右立是上海市迎接中国2010年上海世界博览会所宣传倡导的城市文明行为之一。為宣傳“左行右立”标准，上海轨道交通扶手电梯处常见「左行右立」的標語，並指即使乘客站立不穩向後倒下，後面的乘客也可以支撐，不會出現骨牌效應，有利安全。但自2012年12月开始，因为扶梯台阶过大，行走不安全，上海轨道交通不再强调左行右立，提醒左行右立标志若有破损，也不再更新。2019年4月，上海地铁更新了自动扶梯乘梯须知，明确乘坐扶梯应“禁止行走或奔跑”。但“左行右立”在上海仍为常态。

#### 广州
广州地铁此前宣传过“左行右立”，此后广州地铁发现，有约95%的扶梯右侧梯级链明显比左侧的磨损严重，导致梯级轻微倾斜，梯级两侧挡板及梳齿板磨损加剧，因此广州地铁出于安全考虑，自2018年4月开始不再提倡“左行右立”。

#### 南京
2010年至2011年间，南京地铁曾推广“左行右立”，但一段时间后，站务人员发现常有乘客在扶梯上因跑动而摔倒，因为扶梯的台阶高度为21厘米，高于对楼梯所规定的最高15厘米之高度，乘客在运行的扶梯上行走易被绊倒。南京地铁还在自动扶梯的维修中发现，约95%的扶梯右侧梯级链比左侧磨损严重，导致梯级倾斜，梯级挡板及梳齿板磨损加剧。考虑到人身安全等因素，南京地铁开始不再宣传“左行右立”。约2016年起，明确不再提倡这一行为。

### 日本

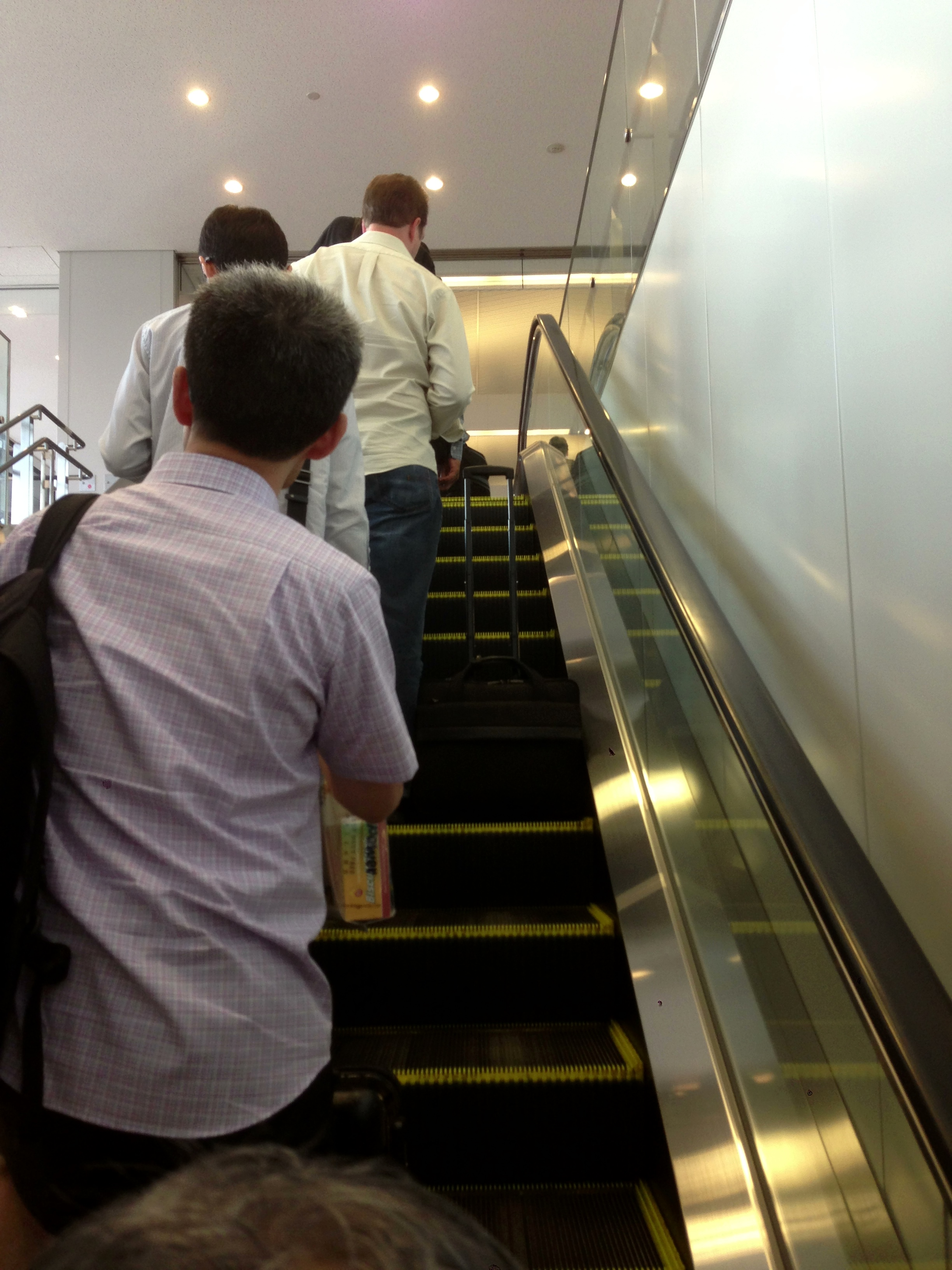
日本大部分地区通行的“右行左立”扶梯法则

日本习惯“右行左立”的扶梯法则，但在关西地区则为“左行右立”。由于在电梯上行走可能带来死亡风险，因此日本後來开始不再提倡“左行右立”规则。其中东日本铁路要求乘客停止在自动扶梯上行走或者奔跑。2015年，51家铁路运营商和机场相关公司联合支持“禁止扶梯行走”运动。為保障行人安全，埼玉縣規定2021年10月1日起要求乘客不得在電梯上行走，但並無懲罰規定。

### 
首尔曾宣传过乘扶梯“左行右立”，但据调查显示，约四分之三的电梯事故是因乘客在扶梯上走动导致，因此“左行右立”这一规定随即被取消。

### 加拿大
2006年，由于对“左行右立”不安全性的考虑，多伦多公车局撤除了294个“左行右立”标语。

### 新加坡
新加坡交通部曾宣传“右行左立”。